# Hory zalité krví
Hory zalité krví (ang. titul: The Hills Run Red) je americký hororový film z roku 2009, který natočil Dave Parker.

## Děj
Tři hororoví fanoušci se rozhodnou hledat kopii jednoho krvavého hitu, který se záhadným způsobem ztratil. Zajedou do tajných míst, kde se nezvěstný film natáčel, ale hledání neuspěje. Místo filmu je čeká bolestivá smrt rukou šíleného kanibala přezdívaného Babyface, který si před třiceti lety vyřezal obličej a nahradil jej maskou panenky... tři kamarádi zjistí, že podle hororu se skutečně vraždilo a začíná jim boj o holý život. Točí se totiž pokračování filmu a tentokrát děj a vraždy pojednávají o vraždě trojice kamarádů...